# Imperiul Șerifian
Imperiul Șerifian (în arabă: المملكة المغربية الشريفة sau الدولة المغربية الشريفة, iar în franceză Empire chérifien) este o denumire istorică dată Marocului, între secolele al XVI-lea și al XX-lea, sub regimurile dinastiilor Saadienilor apoi a Alaouiților, care se revendifică de origine Șerifiană.

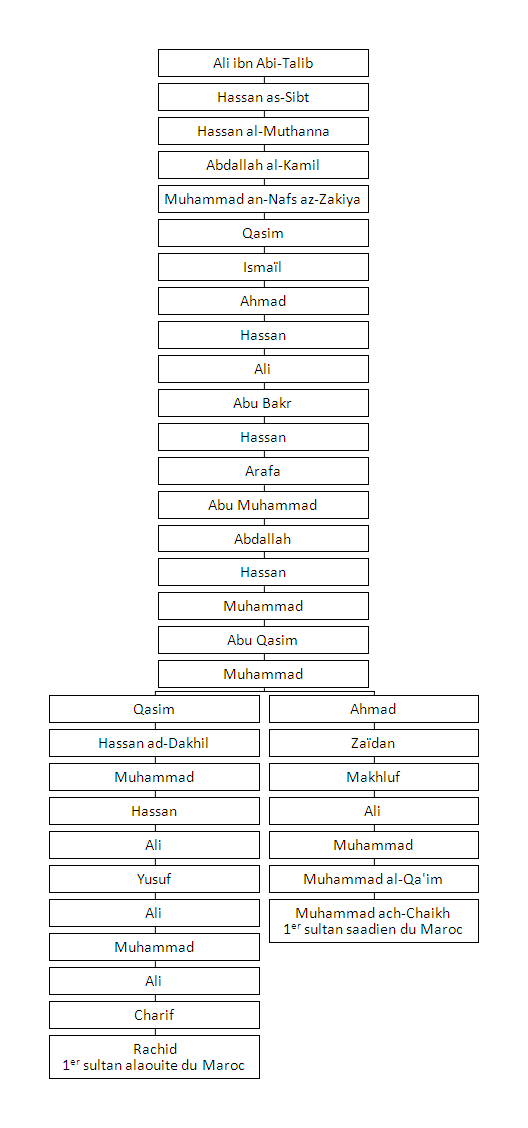
Genealogie al Șerifilor Saadieni și Alaouiți din Maroc, demonstrând legăturile lor de înrudire.

## Istoric
Până în 1912, era un imperiu militaro-teocratic cu margini / limite schimbătoare, multietnic și multiconfesional. Pătrunderea lentă a capitalismului comerciant în secolul al XIX-lea, apoi încercuirea militară franceză și semnarea tratatului de protectorat de către sultanul alaouit Moulay Abdelhafid la 30 martie 1912 la Fez, a basculat Imperiul Șerifian în istoria contemporană (în nord, Rif a trecut sub protectoratul spaniol).
Denumirea a căzut în desuetudine puțin după sfârșitul protectoratului francez. În Buletinul Oficial al Regatului Marocului, denumirea „Empire chérifien” a fost utilizată pentru ultima oară în antetul numărului 2352 din 22 noiembrie 1957 și a fost înlocuit prin „Royaume du Maroc” în antetul numărului 2353 din 29 noiembrie 1957 și următoarele.
Regimul politic obișnuit al Imperiului a fost reformat la scurt timp după sfârșitul protectoratului francez, Marocul independent dorind să se îndrepte către standardele politice occidentale, precum și către o instituționalizare care a condus la Constituția din 1962, dând naștere unui regim de tip monarhie constituțională, deși, în practică, menține un regim tradițional și forte.
Monarhul și-a înlocuit de atunci titlul de „sultan” prin cel de „roi”.